# Blackfalds
Blackfalds est une ville (town) du Comté de Lacombe, située dans la province canadienne d'Alberta.

## Démographie
En tant que localité désignée dans le recensement de 2011, Blackfalds a une population de 6 300 habitants dans 2250 de ses 2458 logements, soit une variation de 36.4% avec la population de 2006. Avec une superficie de 16,362 8 km2, la ville possède une densité de population de 385,019 7 hab/km2 en 2011.
Concernant le recensement de 2006, Blackfalds abritait 4 571 habitants dans 1657 de ses 1716 logements. Avec une superficie de 8,397 9 km2, la ville possédait une densité de population de 544,3 hab/km2 en 2006. Entre 2011 et 2016, la municipalité présente une croissance démographique de près de 48,1%, passant de 6300 à 9328 habitants.
| 2001  | 2006  | 2011  | 2016  |
| ----- | ----- | ----- | ----- |
| 3 116 | 4 571 | 6 300 | 9 328 |